# NGC 909
NGC 909 (również PGC 9197 lub UGC 1872) – galaktyka eliptyczna (E), znajdująca się w gwiazdozbiorze Andromedy. Odkrył ją Édouard Jean-Marie Stephan 30 października 1878 roku.